# スタジオR
スタジオR（すたじおあーる）は写真家・力武靖およびそのスタッフチーム、ならびに力武の設立会社力武靖写真事務所のブランド名。事務所をさすこともあるが「スタジオR」という名の法人が存在するわけではなく、同名の企業法人は力武のそれとは何ら関係はない。「スタジオR」ブランドが設立されて以降、力武靖名義、或いはその助手らが自らの作品を発表する場では必ずこの名前が明記されるようになった。
ロゴマークは赤い逆三角形に縦の切れ込みを入れ、三辺周囲に「STUDIO R」と書かれたもので、これは陰毛の生える以前の少女の下腹部と陰裂を図案化したものである。その意匠の示すように、元来は陰毛を発毛していない、もしくは発毛し始めてまもない少女ヌード写真集の撮影・発表を行い、まさにこのマークの示すように陰裂に焦点をあわせた無修正作品もリリースしていたが、児童買春、児童ポルノに係る行為等の処罰及び児童の保護等に関する法律の施行に伴い、それ以降はパイパンまたは剃毛した若い成人女性のヌードへと移行し、マークの意味もそのような解釈へと変更された。